# Сафонтьево (Московская область)

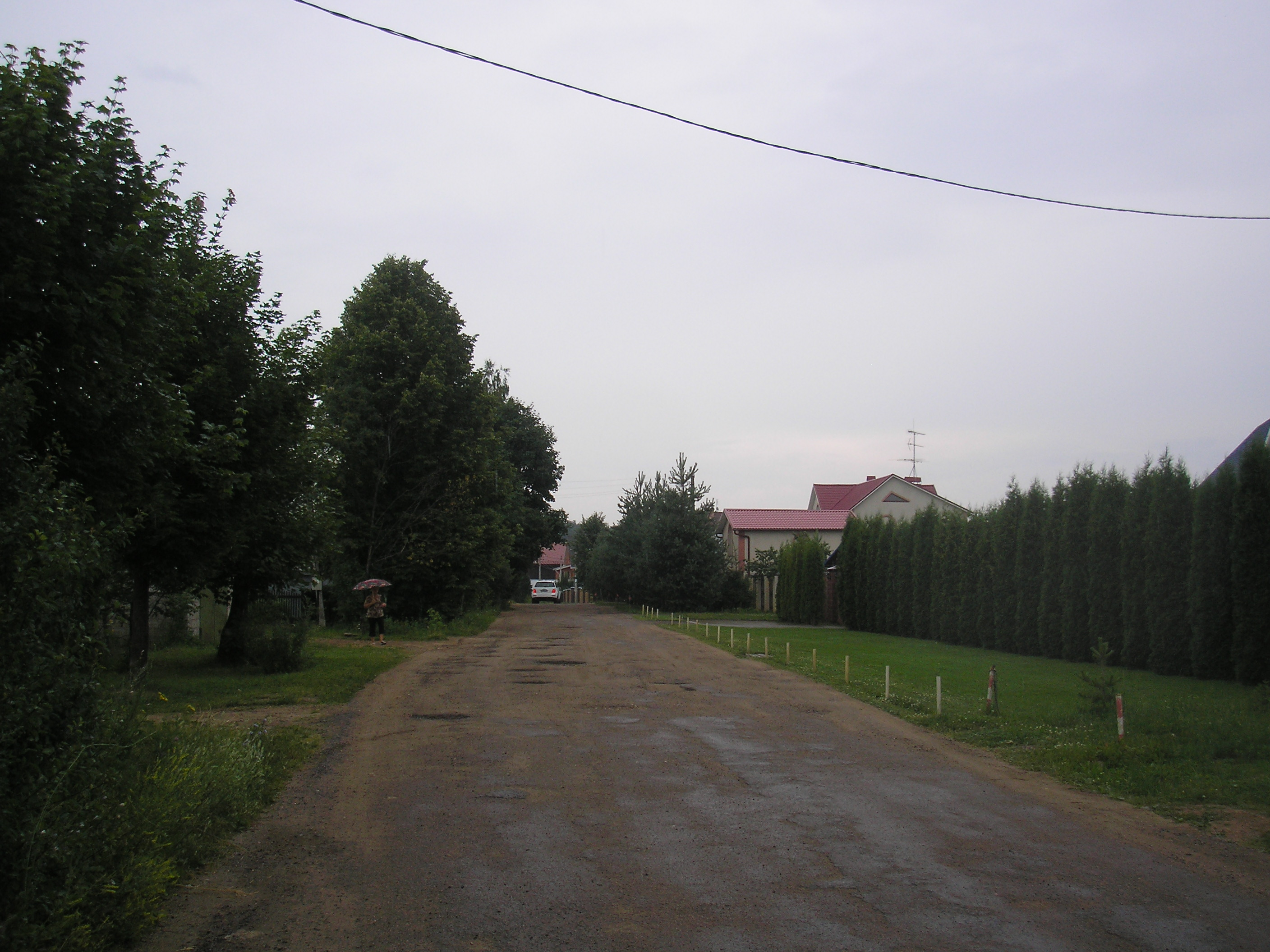

Сафонтьево — деревня, расположенная в Бужаровском сельском поселении Истринского района Московской области. Население — 14 чел. (2010), в деревне 1 улица — Дачная, зарегистрировано 4 садовых товарищества. С Истрой связано автобусным сообщением (автобусы № 32, 33).
Находится примерно в 6 км на север от Истры, высота над уровнем моря 154 м.

## Население
| 2002 | 2006 | 2010 |
| ---- | ---- | ---- |
| 25   | ↘9   | ↗14  |